# アシリベツの滝
アシリベツの滝（アシリベツのたき）は、札幌市南区の厚別川上流にある滝。落差は26m。日本の滝百選の一つ。名称は、アイヌ語のアシリベツ(新しい川)に由来。アシリベツは厚別の地名語源でもある。

## 概要
数万年前、支笏カルデラを形成する大規模な火山噴火が発生し、現在の胆振総合振興局中央部から石狩振興局南部は支笏火山下降軽石や軽石流堆積物で覆われた。同様に埋没した厚別川源流部は、噴火が収まるに連れて流れを回復し、侵食活動を再開したが、谷を覆いつくすスコリアの弱い溶結部のみが浸食されて峡谷となり、強い溶結部は、切り立った柱状節理の崖として残った。その高度差が、滝になったのである。

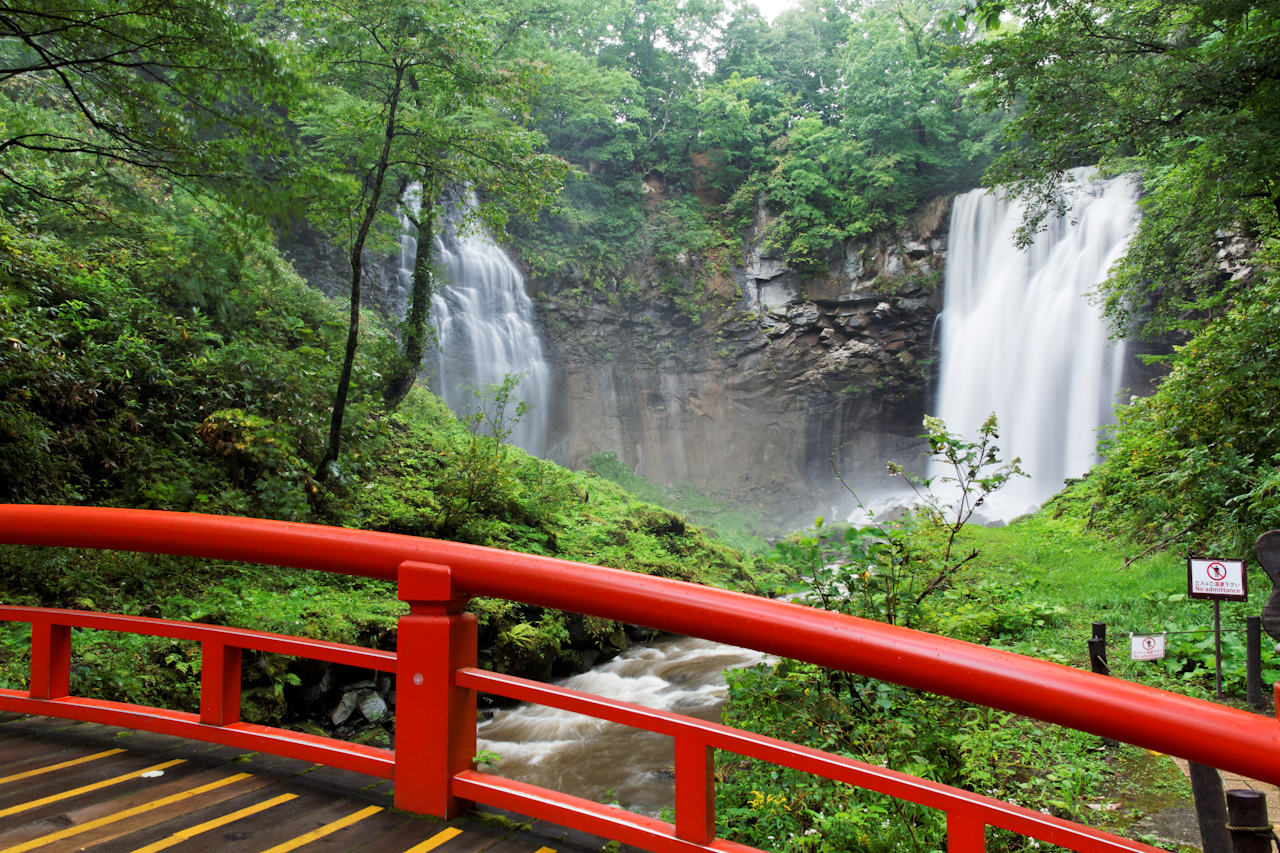
周辺環境

やがて1880年（明治13年）、開拓使によってに滝の上流部に水車器械所が建てられ、屋根柾(屋根葺きに使う、薄く割った板)などを生産した。厚別木挽所と改称した後、1886年（明治19年）に北海道庁の方針で事業は終了し、器械場の地名だけが昭和初期まで残った。
現在は周辺一帯が滝野すずらん丘陵公園となり、滝の上を北海道道341号真駒内御料札幌線が通る。